# Joseph Yvon
Pour les articles homonymes, voir Yvon.
 (décembre 2017).
Si vous disposez d'ouvrages ou d'articles de référence ou si vous connaissez des sites web de qualité traitant du thème abordé ici, merci de compléter l'article en donnant les références utiles à sa vérifiabilité et en les liant à la section « Notes et références ».
Joseph Yvon, né Ange Joseph Augustin Yvon le 28 août 1906 sur l'île de Groix et mort le 7 juillet 1998 à Lorient, est un  avocat et un homme politique français. 

## Biographie
Avocat de profession, il est bâtonnier de l'ordre des avocats de Lorient de 1957 à 1959.
Député du Morbihan de 1946 à 1951, puis sénateur du même département de 1952 à 1983, Joseph Yvon est également maire de Groix de 1971 à 1989 et conseiller général du canton de Groix de 1945 à 1982.
Joseph Yvon épouse Monique Joubert (1913-1996) avec laquelle ils a huit enfants, dont Dominique, qui lui succède comme maire de Groix en 1989.